# Dimitrie Onciul
Dimitrie Onciul (n. 7 noiembrie 1856, Straja, Rădăuți, România – d. 20 martie 1923, București, România) a fost un istoric român, membru titular al Academiei Române (din 1905) și președintele acesteia în perioada 1920–1923.
A studiat la Universitatea din Cernăuți și la Universitatea din Viena. A fost profesor la Universitatea din București și director al Arhivelor Statului, a fost primul președinte al Comisiei consultative heraldice. A întemeiat școala critică în istoriografia românească. S-a ocupat de problema originii românilor, demonstrând argumentat formarea poporului român pe o arie întinsă de ambele părți ale Dunării și respingând teoria migrațiunii medievale a românilor din Peninsula Balcanică emisă de unii istorici austrieci ca Franz Josef Sulzer, Eduard Robert Rösler sau Johann Christian von Engel. A demonstrat, pe bază de documente, că formarea statelor feudale românești a fost o urmare firească a dezvoltării vechilor formațiuni politice locale, combătând teoria neștiințifică a „descălecatului”.

## Opera principală
- Radu Negru și originile Principatului Țării Românești (1890-1892)
- Originile Principatelor Române (1899)
- Ideea latinității și a unității naționale (1919)
- Tradiția istorică în chestiunea originilor române (1906-1907)

Reluări
- Dimitrie Onciul, Scrieri istorice, ed. critică îngrijită de A. Sacerdoțeanu, București, Editura Științifică, 1968

## Galerie imagini

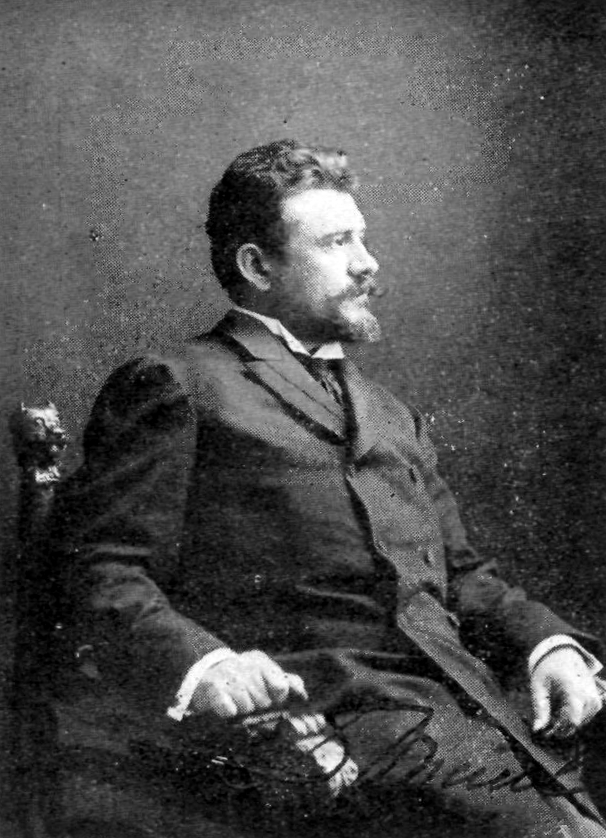
Bustul lui Dimitrie Onciul (bronz de Mihai Onofrei, 1926) în curtea sediului Arhivelor Naționale ale României din București